# X Trianguli Australis
X Trianguli Australis är en halvregelbunden variabel av SR-typ i stjärnbilden Södra triangeln.
Stjärnan varierar mellan visuell magnitud +5,03 och 6,05 med en period av 361,1 dygn.